# Reggio Emilia megye
Reggio Emilia megye (emilián nyelven: Pruvîncia ed Rèz, olaszul: Provincia di Reggio Emilia) Olaszország Emilia-Romagna régiójának egyik megyéje. Székhelye Reggio Emilia.

## Fekvése
Reggio Emilia megye Mantova, Modena, Lucca, Massa-Carrara és Parma megyékkel határos.

## Községek(comuni)
- Albinea
- Bagnolo in Piano
- Baiso
- Bibbiano
- Boretto
- Brescello
- Busana
- Cadelbosco di Sopra
- Campagnola Emilia
- Campegine
- Canossa
- Carpineti
- Casalgrande
- Casina
- Castellarano
- Castelnovo di Sotto
- Castelnovo ne’ Monti
- Cavriago
- Collagna
- Correggio
- Fabbrico
- Gattatico
- Gualtieri
- Guastalla
- Ligonchio
- Luzzara
- Montecchio Emilia
- Novellara
- Poviglio
- Quattro Castella
- Ramiseto
- Reggio Emilia
- Reggiolo
- Rio Saliceto
- Rolo
- Rubiera
- San Martino in Rio
- San Polo d’Enza
- Sant’Ilario d’Enza
- Scandiano
- Toano
- Vetto
- Vezzano sul Crostolo
- Viano
- Villa Minozzo